# Dendropsophus haraldschultzi
Dendropsophus haraldschultzi es una especie de anfibios de la familia Hylidae.
Habita en la cuenca amazónica de Brasil, Perú  y Colombia y, posiblemente, de Bolivia.
Sus hábitats naturales incluyen bosques tropicales o subtropicales secos y a baja altitud, ríos, marismas de agua dulce y corrientes intermitentes de agua. Está amenazada de extinción por la destrucción de su hábitat natural.